# منطقة سانجرور
سانجرور رمزها «SA» (بالإنجليزية: Sangrur)‏ ، هو تقسيم إداري لدولة الهند تتبع ولاية بنجاب (بالإنجليزية: Punjab)‏ ، مركزها هو مدينة سانجرور (بالإنجليزية: Sangrur)‏ عدد سكانها حسب تعداد سنة 2001 هو 1,998,464 ، مساحتها 5,021 كم² وكثافة السكان 398 لكل كم² .